# Kroktjärnen (Los socken, Hälsingland, 685341-146645)
Kroktjärnen är en sjö i Ljusdals kommun i Hälsingland och ingår i Ljusnans huvudavrinningsområde. Sjöns area är 0,049 kvadratkilometer och den är belägen 370 meter över havet.